# 王汝惺
王汝惺，清朝政治人物。山東諸城縣人。
王汝惺為拔貢出身。咸豐十一年（1861年）四月，署任湖南永順府龍山縣知縣。